# Remo Bertoni
Pour les articles homonymes, voir Bertoni.
Remo Bertoni (né le 21 juin 1909 à Varèse et mort le 18 septembre 1973 à Milan) est un coureur cycliste italien de l'entre-deux-guerres. 

## Biographie
Professionnel de 1929 à 1938, Remo Bertoni a remporté le classement de la montagne du Tour d'Italie 1934. Il a également été vice-champion du monde chez les amateurs en 1929 et chez les professionnels en 1932.

## Palmarès

### Palmarès année par année
- 1929
  - Champion d'Italie des indépendants
  - Champion de la Province de Varèse
  -  2e du championnat du monde amateurs sur route
  - 2e de la Coppa Accetti
  - 2e de Milano-Sestri
  - 3e de la Coppa Dairago
- 1930
  - 2e de Rome-Ascoli
  - 2e du Tour d'Ombrie
  - 3e de la Coppa Val Maira
- 1931
  - 1re et 2e étapes du Tour de Campanie
  - 3e du Tour de Romagne
- 1932
  - Treviso-Monte Grappa
  - 11e étape du Tour d'Italie
  -  2e du championnat du monde sur route
  - 2e du championnat d'Italie sur route
  - 3e du Tour d'Italie
  - 3e du Tour de Lombardie
- 1933
  - Pistoia-Prunetta
  - 2e du championnat d'Italie sur route
  - 2e des Trois vallées varésines
  - 3e du Giro delle Due Province Messina
- 1934
  -  Grand Prix de la montagne du Tour d'Italie
  - Cittiglio-Leffe
  - Castellanza-Macugnana
  - 6e du Tour d'Italie
- 1935
  - 6e du Tour d'Italie
- 1939
  - 3e du championnat d'Italie de cyclo-cross

### Résultats sur les grands tours

#### Tour de France
1 participation 
- 1935 : abandon (8e étape)

#### Tour d'Italie
6 participations 
- 1932 : 3e, vainqueur de la 11e étape
- 1933 : 19e
- 1934 : 6e,  vainqueur du classement de la montagne
- 1935 : 6e
- 1936 : abandon
- 1937 : abandon